# Broadfield Brook
Der Broadfield Brook ist ein Wasserlauf in West Sussex, England. Er entsteht in Broadfield einem Stadtteil im Südwesten von Crawley. Er fließt in nordwestlicher Richtung bis zu seiner Mündung in den Ifield Mill Pond.